# Antennarius analis
Antennarius analis е вид лъчеперка от семейство Antennariidae. Видът е незастрашен от изчезване.

## Разпространение и местообитание
Разпространен е в Австралия, Американска Самоа, Маршалови острови, Микронезия, Остров Рождество, Палау, Папуа Нова Гвинея, Самоа, САЩ (Хавайски острови), Северни Мариански острови, Тонга, Фиджи, Френска Полинезия (Дружествени острови) и Япония (Рюкю).
Среща се на дълбочина от 2 до 21 m.

## Описание
На дължина достигат до 7,8 cm.